# Stanisławów (Łódź)
Stanisławów [pronunciación en polaco: /staniˈswavuf/] es un pueblo ubicado en el distrito administrativo de Gmina Wodzierady, dentro del Distrito de Łask, Voivodato de Łódź, en Polonia central. Se encuentra aproximadamente a 6 kilómetros al sureste de Wodzierady, a 11 kilómetros al norte de Łask, y a 24 kilómetros al suroeste de la capital regional Łódź.
El pueblo tiene una población de 60 habitantes.